# Amplifon
Amplifon Sp A. és una empresa italiana dedicada a l'aplicació i comercialització d'audiòfons. Fundada a Milà l'any 1950 per Algernon Charles Holland, des de l'any 2001 cotitza a la Borsa Italiana, on és present als índexs FTSE MIB i FTSE Italia STAR.

## Història
Amplifon va ser fundada a Milà l'any 1950 per Algernon Charles Holland, un antic oficial de les forces especials britàniques implicat en la Resistència italiana que, al final de la Segona Guerra Mundial, decidí iniciar un negoci especialitzat en l'oferta d'audiòfons. Als anys seixanta i setanta, Amplifon es desenvolupà al mercat italià a través de l'obertura de sucursals a totes les regions adquirint el lideratge en la distribució i aplicació d'audiòfons. L'any 1971 es va fundar l'Amplifon Research and Studies Center (CRS), una organització independent destinada a difondre el coneixement en els camps audiològic i otològic.
Als anys noranta, arran del canvi de gestió, l'estratègia es desplaçà cap a un servei personalitzat al client i l'atenció al progrés tecnològic amb la introducció a Itàlia dels primers audiòfons totalment digitals el 1996. En aquest període, la companyia assoleix una quota de mercat a Itàlia de més del 40%.
L'any 1992, es constituí una empresa a Espanya (Amplifon Iberica) que en pocs anys va ampliar el seu negoci també a Portugal. Entre 1998 i 2000, a través d'adquisicions, Amplifon entrà a Suïssa, Àustria, França, als Països Baixos i als Estats Units. Amplifon Sp A. començà a cotitzar a la borsa italiana el 27 de juny de 2001. L'empresa conjunta amb Bardissi Medical al Pròxim Orient, a Egipte, es remunta al mateix període, alhora que s'adquireixen botigues a Hongria. L'any 2002 Amplifon adquirí Sonus Corporation als EUA i el 2003 National Hearing Centers, empresa amb punts de venda ubicats principalment en grans centres comercials.
En els anys següents, les adquisicions continuaren als Països Baixos, Alemanya, el Regne Unit, Irlanda i Bèlgica, i l'estratègia de màrqueting i comunicació canvià. De fet, el 10 de desembre de 2010, Amplifon adquirí el 100% de National Hearing Care (NHC), a Austràlia, Nova Zelanda i l'Índia.
L'any 2012, Amplifon augmentà la cobertura territorial a l'Índia. El mateix any el grup entrà a Turquia mitjançant l'adquisició del 51% de l'empresa Maxtone, i a Polònia amb l'establiment d'Amplifon Poland. El 2014 arribà al Brasil mitjançant l'adquisició del 51% de l'empresa Direito de Ouvir.
El 2016, va invertir 80 milions per a l'adquisició de 170 botigues, entre les quals dues cadenes de dimensió mitjana a Alemanya i una altra al Canadà. El 2017 invertí 110 milions més en agafar més de 300 botigues, incloent-hi dues cadenes a França i Portugal. El juliol de 2018 féu la major adquisició de la història del grup. Amplifon adquirí per 528 milions, gràcies a un préstec d'Unicredit, la catalana GAES, de la família Gassó: 600 punts de venda, dels quals 500 a Espanya i un centenar més a Portugal i l'Amèrica Llatina, 1.800 treballadors i ingressos de 210 milions d'euros. En tres anys, des del 2015, el seu valor en borsa gairebé s'ha triplicat, superant l'índex de les quaranta principals empreses cotitzades, el Ftse Mib.

## El grup
El grup té una quota de mercat de l'11% a tot el món i està present a 29 països, distribuïts en les següents àrees geogràfiques: EMEA, Amèrica, Àsia-Pacífic.
Amplifon opera a través d'una xarxa d'aproximadament 5.150 punts de venda directa, 4.000 centres de serveis i 1.800 botigues adherides a la xarxa, que donen feina a un total de 16.000 persones.
L'activitat principal del grup és l'aplicació i personalització d'audiòfons amb la venda de productes accessoris com piles i consumibles per a la seva neteja i revisió.

## Estructura accionarial
L'estructura accionarial comunicada a Consob el 23/08/2021 és la següent:
- Ampliter Srl: 42,2% (amb major dret de vot - article 13 dels Estatuts)
- Accions pròpies: 0,7%[26]
- Altres accionistes: 57,1%[26]